# Luchthaven Iraklion
De Luchthaven Iraklion (Grieks: Κρατικός Αερολιμένας Ηρακλείου «Νίκος Καζαντζάκης»; Kratikos Aerolimenas "Nikos Kazantzakis", de Rijks Luchthaven Iraklion «Nikos Kazantzakis») is de eerste luchthaven van Kreta en de tweede luchthaven van Griekenland. Het ligt op vijf kilometer van het centrum van de stad Iraklion. De luchthaven is vernoemd naar de Griekse schrijver en filosoof Nikos Kazantzakis.

## Geschiedenis
De luchthaven werd geopend in maart 1939 op een voormalig stuk vlak landbouwgebied. Tijdens de Tweede Wereldoorlog werden alle vliegbewegingen gestaakt maar in de herfst van 1946 werden de activiteiten hernomen. Oorspronkelijk was de infrastructuur heel basaal met drie tenten op het terrein, een rookmachine om de windrichting te bepalen en lampen om de startbaan te verlichten.
In 1947 werd de eerste kleine terminal gebouwd. Hellenic Airlines startte commerciële vluchten in 1948. In dat jaar werden er in totaal 4000 mensen bediend. In 1953 werd een verharde startbaan gebouwd die oorspronkelijk 1850 meter lang was en 09/27 georiënteerd was. Van 1968 tot 1971 werd de startbaan verlengd tot 2680 meter en werd er een nieuwe terminal en andere faciliteiten gebouwd. Op 18 maart 1971 landde de eerste chartervlucht vanuit het buitenland (British Airways). De nieuwe luchthaven werd plechtig ingehuldigd op 5 mei 1972.
In 1996 werd een grote uitbreiding van de luchthaven gerealiseerd. Negen jaar later, in 2005, onderging de luchthaven nogmaals een uitbreiding.

## Omgeving
De luchthaven Iraklion bedient een groot deel van het eiland Kreta, onder andere charterbestemmingen als Malia en Chersonissos. Er zijn twee kleinere internationale vliegvelden op Kreta, namelijk Luchthaven Chania op het schiereiland Akrotiri en Luchthaven Sitia op het oostelijk deel van het eiland.

## Passagiersinformatie
Het wordt vaak verboden door luchtvaartmaatschappijen aan passagiers om foto's of video's van de startbaan te maken. Dit vanwege de Griekse luchtmacht die meestal vanaf hier opereert.

## Statistieken
| Jaar | Passagiers | Passagiers   | Vliegbewegingen |
| Jaar | Aantal     | Verschil (%) | Aantal          |
| ---- | ---------- | ------------ | --------------- |
| 2017 | 7.336.783  | 8,8          | 51.114          |
| 2016 | 6.865.681  | 13,3         | 47.804          |
| 2015 | 6.057.355  | 0,5          | 43.970          |
| 2014 | 6.024.958  | 5,2          | 43.637          |
| 2013 | 5.792.429  | 14,7         | 43.544          |
| 2012 | 5.076.329  | 4,6          | 40.856          |
| 2011 | 5.292.687  | 7,9          | 44.520          |
| 2010 | 4.907.337  | 2,9          | 42.396          |
| 2009 | 5.052.840  | 7,1          | 44.842          |
| 2008 | 5.437.068  | 0,02         | 45.280          |
| 2007 | 5.438.369  | 1,7          | 46.012          |
| 2006 | 5.345.652  | 8,4          | 43.740          |
| 2005 | 4.932.911  | 4,7          | 38.266          |
| 2004 | 4.712.508  | 2,5          | 38.170          |
| 2003 | 4.833.507  | 0,9          | 39.523          |
| 2002 | 4.791.729  | 5,1          | 36.664          |
| 2001 | 5.046.726  | 2,0          | 39.290          |